# Kalevi Kotkas
Kalevi Kotkas (Finlandia, 10 de agosto de 1913-24 de agosto de 1983) fue un atleta finlandés especializado en la prueba de salto de altura, en la que consiguió ser subcampeón europeo en 1938.

## Carrera deportiva
En el Campeonato Europeo de Atletismo de 1938 ganó la medalla de plata en el salto de altura, con un salto de 1.94 metros, siendo superado por el sueco Kurt Lundqvist (oro con 1.97 metros) y por delante de su compatriota finlandés Lauri Kalima (bronce también con 1.94 metros pero en más intentos).